# Androblastom

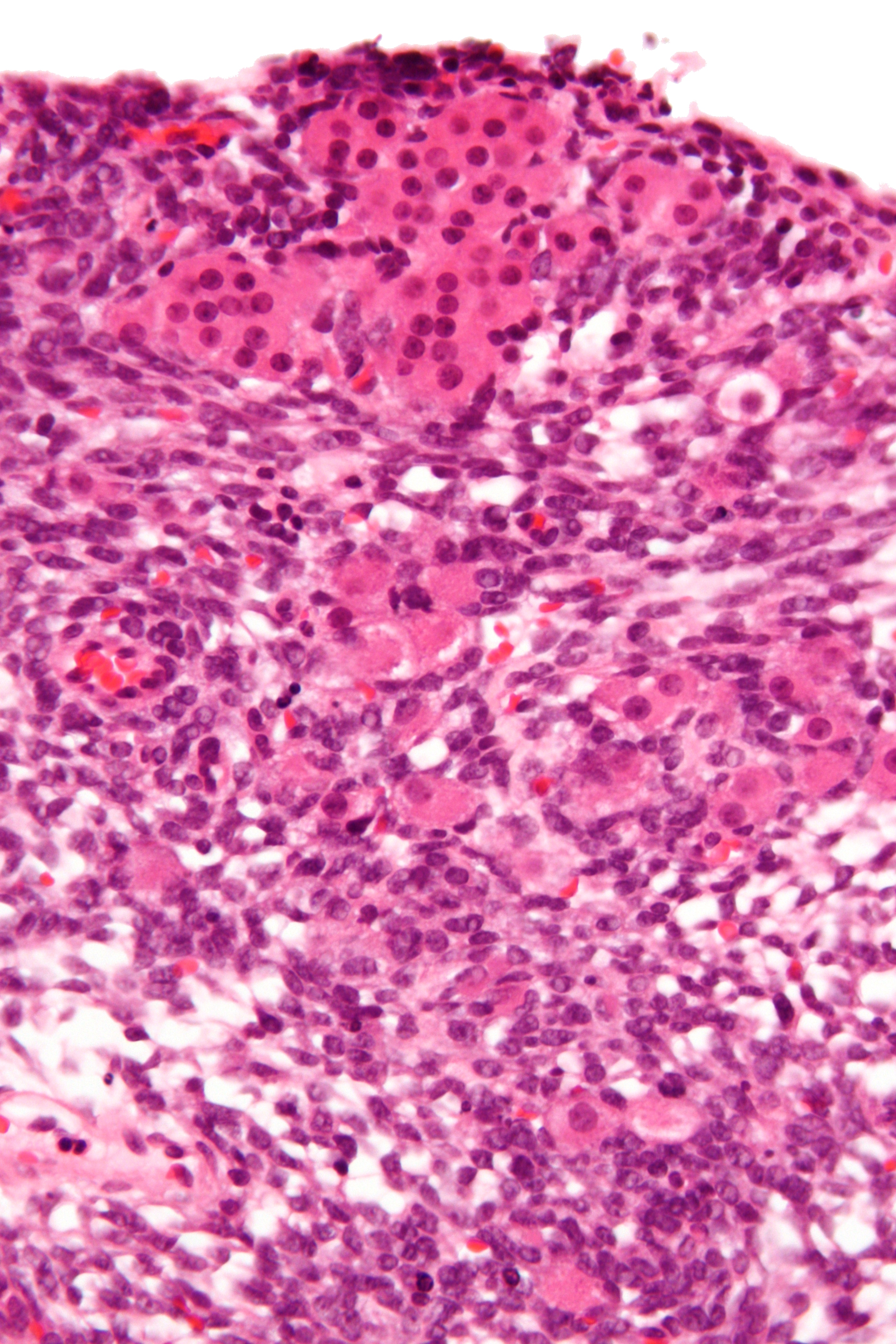
Mikroskopisches Bild eines Androblastoms. Die Leydig-Zellen haben reichlich eosinophiles oder hellrosa Zytoplasma, das Zytoplasma der Sertoli-Zellen ist blass oder klar.

Das Androblastom [Etymologie: griechisch ἀνδρὀς = Mann und Blastom] (Syn. Arrhenoblastom; griechisch ἅρρην = Mann) ist ein sehr seltener Tumor der Keimdrüsen, der sowohl bei Männern im Hoden als auch bei Frauen im Eierstock auftreten kann. Es handelt sich um Tumoren, die von den Sertoli-Zellen, den Leydig-Zwischenzellen oder von beiden ausgehen können. Sie können hoch- oder mittelgradig differenziert, aber auch sarkomartig entdifferenziert vorkommen. Häufig treten auch bis zu 20 % Komponenten anderer (heterologer) Gewebe (Knorpel, Skelettmuskulatur, mukoide Magen-Darm-Epithelien) auf. Bei hohem Leydig-Anteil zeigt sich aufgrund der Testosteronbildung bei Frauen eine Virilisierung mit androgenem Zellbild in der Vaginalzytologie.